# Неклюдов, Евгений Георгиевич
Евгений Георгиевич Неклюдов (род. 30 апреля 1959, Нижний Тагил, Свердловская область) — советский и российский учёный-историк, специалист в области истории горнозаводской промышленности, истории горных реформ в России. Главный научный сотрудник Центра экономической истории Института истории и археологии УрО РАН.

## Биография
Родился в Нижнем Тагиле 30 апреля 1959 года. В 1966—1976 годах учился в школе № 85 Нижнего Тагила.
В 1981 году окончил историко-английский факультет Нижнетагильского государственного педагогического института, в 1985 году окончил аспирантуру при Институте экономики УНЦ РАН. В 1988 году защитил кандидатскую диссертацию на тему «Горнозаводские рабочие Урала в период кризиса феодализма (1830—1850-е гг.)». В 2004 году окончил докторантуру при УрГУ. В этом же году защитил докторскую диссертацию на тему «Уральские заводчики в первой половине XIX в.: владельцы и владения».
В 1982 году работал учителем истории в североуральской школе № 14. В этом же году служил в армии. С 1983 года работал в Нижнетагильском государственном педагогическом институте в должности лаборанта кафедры истории, с 1988 года — преподавателем кафедры отечественной истории НТГПИ. С 1999 по 2000 год заведовал кафедрой в звании доцента.
С 2005 года работал в звании профессора заместителем директора социально-гуманитарного института Нижнетагильской государственной социально-педагогической академии. С 2007 года работает главным научным сотрудником в Институте истории и археологии УрО РАН.

## Научная деятельность
В область научных исследования Е. Г. Неклюдова входит политическая и экономическая история России и Урала XIX — начала XX века, история горнозаводской промышленности и уральских горнозаводчиков, а также история горных реформ в России этого периода.
За период научной деятельности Е. Г. Неклюдов опубликовал более 150 научных работ, в том числе 10 монографий. Его работы получают положительные отзывы историков, отмечающих разнообразие использованных источников и систематизацию сложных генеалогических связей заводовладельцев.
В 2002 году разработал учебное пособие для историко-экологического курса для школьников «Урал и Тагильский край в XVIII — первой половине XIX в. (Эволюция отношений человека и природы в раннеиндустриальный период)».
В 2015 году в составе коллектива авторов книги «Род Поклевских-Козелл» Е. Г. Неклюдов был награждён медалью им. Н. К. Чупина, учреждённой Свердловским областным краеведческим музеем.

## Награды
- Медаль имени Н. К. Чупина (2007) — за книгу «Уральские заводчики в первой половине XIX века: владельцы и владения»[2].
- Медаль имени Н. К. Чупина (2015) — за книгу «Род Поклевских-Козелл».
- Медаль имени С. С. Алексеева (УрО РАН, 22 июня 2023) — за цикл монографий, посвящённых истории российской и уральской горнозаводской промышленности XIX — начала XX века.
- Медаль «Акинфий Демидов» (2015)[2].